# Plouvorn
Plouvorn is een gemeente in het Franse departement Finistère (regio Bretagne). De plaats maakt deel uit van het arrondissement Morlaix. Plouvorn telde op 1 januari 2022 2.932 inwoners.

## Geografie
De oppervlakte van Plouvorn bedroeg op 1 januari 2022 35,44 vierkante kilometer; de bevolkingsdichtheid was toen 82,7 inwoners per km².

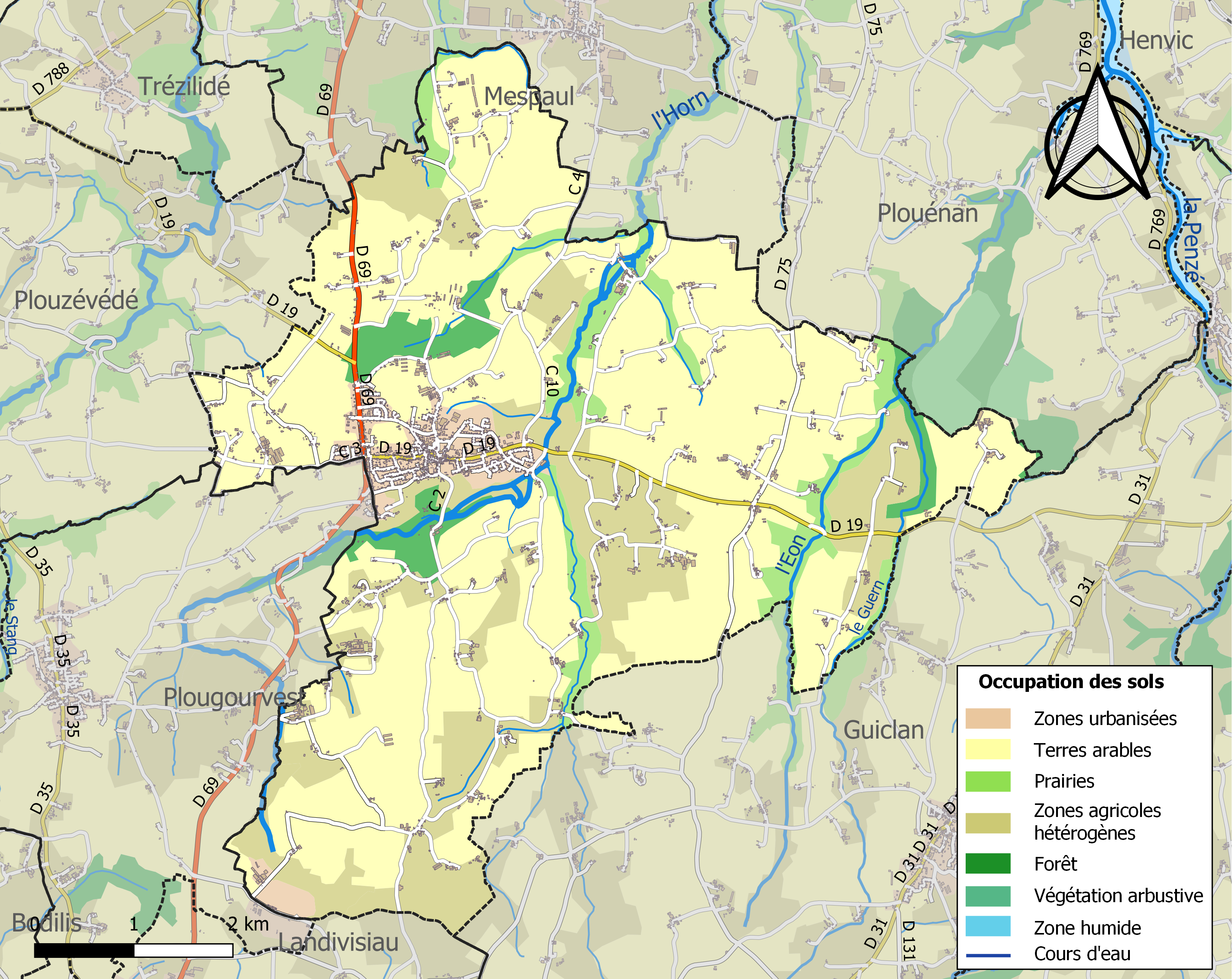
Kaart van de gemeente met belangrijkste infrastructuur, bodemgebruik en omliggende gemeenten

## Demografie
Onderstaande figuur toont het verloop van het inwonertal (bron: INSEE-tellingen).